# Mister Supranational
Mister Supranational é um concurso de beleza masculino realizado anualmente na Polônia com sede administrativa no Panamá. O certame é a versão masculina do tradicional Miss Supranacional, marcas de propriedade da WBA (World Beauty Association) sob comando da empresária colombiana Marcela Lobón e realização da empresa polonesa Nowa Scena, do empresário Gerhard von Lipiński. O evento visa promover a descoberta de novos modelos, celebridades instantâneas para a televisão e a indústria da moda. Sua primeira edição foi realizada em Krynica-Zdrój no dia 3 de Dezembro de 2016  e televisionada para mais de 30 países, incluindo o Brasil através da Rede Brasil.

## Sobre
O certame possui o mesmo vínculo com a organização que realiza o concurso Miss Supranacional, realizado pelo produtor polonês Gerhard Parzutka von Lipinski e gerido administrativamente pela colombiana Marcela Lobón, detentores da organização Nowa Scena e WBA (World Beauty Association), respectivamente. Sua primeira edição foi realizada no dia 3 de Dezembro de 2016, em Krynica-Zdrój, na Polônia. O objetivo do concurso é promover a descoberta de novos modelos que sirvam de new face para a televisão e a indústria da moda como um todo.

### Prêmios
Até a edição de 2018, o vencedor recebia o valor de U$10.000 dólares, o equivalente a aproximadamente R$53.000 reais e um contrato com a organização durante sua estadia na Europa. A partir da edição de 2019 o valor aumentou para U$15.000 dólares em dinheiro, o equivalente a R$80.000 reais. A primeira edição do evento teve trinta e seis (36) candidatos  e transmissão simultânea por televisão e internet para mais de trinta países através da Polsat.
O Mister Supranational 2016 ocasionou um grande impacto na direção futura dos concursos de beleza masculinos, com uma grande produção orçamentária e excelente entretenimento público. Estamos muito satisfeitos por liderar o caminho da elevação do perfil de concursos masculinos no mundo e, especialmente, a transmissão da primeira edição foi licenciada para quase 90 países. 
Gerhard Parzutka von Lipinski, organizador.

### Imprensa
O jornalista da Folha de S.Paulo, Fábio Luís de Paula, assim comentou sobre o evento:
De mansinho, o Mister Supranational foi crescendo e hoje é considerado o principal concurso internacional de beleza masculina. Apesar de sua primeira edição ter sido realizada apenas em 2016, o evento tem mostrado altíssima qualidade e sua periodicidade assídua firma presença no setor. Alguns de seus concorrentes pecam em alguns pontos, o que abriu espaço para o Supra. O Mister Mundo (ou World), por exemplo, não tem periodicidade definida, acontece a cada dois ou três anos, assim como o Manhunt Internacional. Outros como o Mister International e Mister Global também perderam relevância significativa entre os melhores do mercado.

### Vencedores
Antes de se tornar o primeiro campeão do concurso, Diego Armando Garcia Merino (também conhecido por seu nome artístico "Diego Garcy") já era um modelo conhecido no México por seus trabalhos internacionais. Após entregar o título, formou-se em Administração, construiu uma marca de roupas esportivas chamada Diego Garcy Sports Wear,  intensificou seus trabalhos como modelo (fez seu debut na Mexico Fashion Week)  e foi notícia em tablóides latinos por namorar a Miss Universo 2020 Andrea Meza. Atualmente trabalha como influenciador digital e reside em Dubai.
Seu sucessor, o venezuelano Gabriel José Correa Guzmán viajou para 9 países durante seu reinado entre 2017 e 2018. Após passar o título, vive em seu País natal, Venezuela, trabalhando como modelo comercial para marcas e comerciais locais, além de ser um assíduo na pesca esportiva. Longe dos holofotes, ele se casou e já é pai de uma menina. Seu sucessor, o indiano Prathamesh Maulingkar, viajou para alguns países e intensificou seu trabalho como modelo durante seu reinado entre 2018 e 2019. Antes jogador de futebol profissional, após passar a faixa, ainda realiza trabalhos comerciais como modelo e reside na sua cidade natal em Goa, na Índia.
| Período   | Campeão    | Visitas oficiais                                                                               | Total |
| --------- | ---------- | ---------------------------------------------------------------------------------------------- | ----- |
| 2016-2017 | Diego      | Polônia, Eslováquia, Egito, Itália e Estados Unidos.                                           | 5     |
| 2017-2018 | Gabriel    | Polônia, Eslováquia, Coreia do Sul, Vietnã, Hong Kong, China, Estados Unidos, Brasil e Panamá. | 9     |
| 2018-2019 | Prathamesh | Polônia, Eslováquia, Tailândia, Vietnã e África do Sul.                                        | 5     |
| 2019-2021 | Nate       | Polônia, Eslováquia, Gâmbia e Brasil.                                                          | 4     |
| 2021-2022 | Varo       | Polônia, Eslováquia, Bolívia, Colômbia, Espanha, México, Namíbia, Nepal.                       | 8     |
| 2022-2023 | Luís       | Polônia, Eslováquia, Estados Unidos, República Dominicana, Panamá e Espanha.                   | 6     |

Apesar de ter enfrentado a pandemia de COVID-19 durante seu tempo como detentor do título, o americano Nate Crnkovich vem obtendo êxito em sua recém lançada carreira como ator, depois de entregar a faixa internacional. Antes trabalhando como enfermeiro, Nate fez duas pontas em episódios distintos das séries Lyceum e Minx  e estrelou recentemente o filme Love at First Like (2022) ao lado da atriz Gina Vitori. Por conta dos trabalhos como ator, reside em Los Angeles. Nate passou a faixa para o modelo e cantor peruano Álvaro "Varo" Vargas Rueckner em 2021. Varo viajou durante seu reinado cumprindo seus compromissos para a Bolívia, Colômbia, Espanha, México, Namíbia, Nepal, além da Polônia. Após entregar o título, Varo lançou seu single Morena (2022) e cumpre uma agenda de shows pelo Peru.

## Vencedores
| Ano  | Edição                                                                       | Campeão                                                                      | Ref.                                                                         | Vice-Campeão                                                                 | Ref.                                                                         | Terceiro Lugar                                                               | Ref.                                                                         | Número de Candidatos                                                         | Ref.          |
| ---- | ---------------------------------------------------------------------------- | ---------------------------------------------------------------------------- | ---------------------------------------------------------------------------- | ---------------------------------------------------------------------------- | ---------------------------------------------------------------------------- | ---------------------------------------------------------------------------- | ---------------------------------------------------------------------------- | ---------------------------------------------------------------------------- | ------------- |
| 2016 | 1ª                                                                           | México - Diego Garcy                                                         | [ 16 ]                                                                       | Bielorrússia - Sergey Bindalov                                               | [ 17 ]                                                                       | Índia - Jitesh Thakur                                                        | [ 18 ]                                                                       | 36                                                                           | [ 19 ] [ 20 ] |
| 2017 | 2ª                                                                           | Venezuela - Gabriel Correa                                                   | [ 21 ]                                                                       | Espanha - Alejandro Cifo                                                     | [ 22 ]                                                                       | Brasil - Matheus Song                                                        | [ 23 ]                                                                       | 34                                                                           | [ 24 ] [ 25 ] |
| 2018 | 3ª                                                                           | Índia - Prathamesh Maulingkar                                                | [ 26 ]                                                                       | Polônia - Jakub Kucner                                                       | [ 27 ]                                                                       | Brasil - Samuel Costa                                                        | [ 28 ]                                                                       | 39                                                                           | [ 29 ] [ 30 ] |
| 2019 | 4ª                                                                           | Estados Unidos - Nate Crnkovich                                              | [ 31 ]                                                                       | Brasil - Ítalo Cerqueira                                                     | [ 32 ]                                                                       | Peru - Alonso Martínez                                                       | [ 33 ]                                                                       | 40                                                                           | [ 34 ] [ 35 ] |
| 2020 | O concurso foi cancelado em 31/07/2020 devido a epidemia global de Covid-19. | O concurso foi cancelado em 31/07/2020 devido a epidemia global de Covid-19. | O concurso foi cancelado em 31/07/2020 devido a epidemia global de Covid-19. | O concurso foi cancelado em 31/07/2020 devido a epidemia global de Covid-19. | O concurso foi cancelado em 31/07/2020 devido a epidemia global de Covid-19. | O concurso foi cancelado em 31/07/2020 devido a epidemia global de Covid-19. | O concurso foi cancelado em 31/07/2020 devido a epidemia global de Covid-19. | O concurso foi cancelado em 31/07/2020 devido a epidemia global de Covid-19. | [ 36 ] [ 37 ] |
| 2021 | 5ª                                                                           | Peru - Varo Vargas                                                           | [ 38 ]                                                                       | Togo - Abdel Kacem                                                           | [ 39 ]                                                                       | Venezuela - William Badell                                                   | [ 40 ]                                                                       | 34                                                                           | [ 41 ] [ 42 ] |
| 2022 | 6ª                                                                           | Cuba - Luis Daniel Gálvez                                                    | [ 43 ]                                                                       | Indonésia - Matthew Gilbert                                                  | [ 44 ]                                                                       | Grécia - Leonidas Amfilochios                                                | [ 45 ]                                                                       | 34                                                                           | [ 46 ] [ 47 ] |
| 2023 | 7ª                                                                           | Espanha - Iván Álvarez                                                       |                                                                              | Brasil - Henrique Martins                                                    |                                                                              | Países Baixos - Luca Derin                                                   |                                                                              | 34                                                                           |               |
| 2024 | 8ª                                                                           | África do Sul - Fezile Mkhize                                                |                                                                              | Países Baixos - Casey de Vries                                               |                                                                              | Filipinas - Brandon Espiritu                                                 |                                                                              | 36                                                                           |               |

## Estatísticas

### Títulos por País

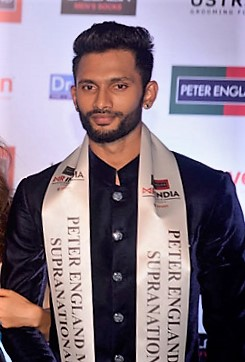
O vencedor de 2018, o indiano Prathamesh Maulingkar.

| Títulos | País           | Vitórias |
| ------- | -------------- | -------- |
| 1       | África do Sul  | 2024     |
| 1       | Espanha        | 2023     |
| 1       | Cuba           | 2022     |
| 1       | Peru           | 2021     |
| 1       | Estados Unidos | 2019     |
| 1       | Índia          | 2018     |
| 1       | Venezuela      | 2017     |
| 1       | México         | 2016     |

### Títulos por Continente
| Títulos | Continente | Última vitória |
| ------- | ---------- | -------------- |
| 5       | Américas   | (2022)         |
| 1       | África     | (2024)         |
| 1       | Ásia       | (2018)         |
| 1       | Europa     | (2023)         |
| 0       | Oceania    |                |

### Ranking
Contempla apenas os países que alcançaram as 3 primeiras posições:
| Posição | País           | 1 | 2 | 3 |
| ------- | -------------- | - | - | - |
| 1º      | Espanha        | 1 | 1 |   |
| 2º      | Venezuela      | 1 |   | 1 |
| 2º      | Índia          | 1 |   | 1 |
| 2º      | Peru           | 1 |   | 1 |
| 5º      | África do Sul  | 1 |   |   |
| 5º      | México         | 1 |   |   |
| 5º      | Cuba           | 1 |   |   |
| 5º      | Estados Unidos | 1 |   |   |
| 9º      | Brasil         |   | 2 | 2 |
| 10º     | Países Baixos  |   | 1 | 1 |
| 11º     | Polônia        |   | 1 |   |
| 11º     | Bielorrússia   |   | 1 |   |
| 11º     | Indonésia      |   | 1 |   |
| 11º     | Togo           |   | 1 |   |
| 15º     | Grécia         |   |   | 1 |
| 15º     | Filipinas      |   |   | 1 |